# Family Man (Fear Itself)
"Family Man" és el tercer episodi de l'antologia de terror de NBC Fear Itself dirigit per Ronny Yu i escrit per Daniel Knauf.

## Argument
Mentre condueix cap a la feina, Dennis Mahoney, un marit i pare responsable, canvia de cossos amb un home anomenat Brautigan. Els dos homes són traslladats a la mateixa sala d'urgències de l'hospital, encara que per motius molt diferents. Dennis havia patit un accident de cotxe mentre Brautigan va rebre un tret mentre era detingut per ser un prolífic assassí en sèrie anomenat "Family Man".
Horroritzat i espantat per la seva família, Dennis intenta convèncer l'advocat de Brautigan que els dos s'han intercanviat els cossos, només per ignorar les seves peticions d'investigació. El visita Brautigan, ara al cos de Dennis, que suggereix que s'ajudin mútuament a superar la seva vida diària en el cos de l'altre. Dennis es nega. Mentre està a la presó, Dennis és pressionat perquè reveli on estan enterrats els cossos de les seves víctimes, ja que això l'ajudarà a escapar de la pena de mort. Dennis sosté que no és Brautigan i, per tant, no sap on es troben els cossos, repetint la seva petició perquè l'advocat investigui les seves afirmacions de ser Dennis. També fa intents infructuosos de trucar a la seva família, només perquè Brautigan es comprometi a canviar el número de telèfon. El seu advocat revisa les seves afirmacions i diu que els detalls de la seva història es revisen, però com que els dos homes s'han conegut, és probable que aquesta sigui només una història que els dos hagin preparat per a la defensa de Brautigan.
Mentrestant, a Brautigan li costa adaptar-se a la seva vida com a Dennis, sobretot perquè la seva personalitat ha canviat i té problemes per controlar el seu temperament. Dennis s'adona que és només qüestió de temps abans que Brautigan faci mal a la seva família. Es posa en contacte amb el xèrif Weller i afirma que està preparat per mostrar-los on es troben els cossos. Els condueix al barri on viu la seva família, on roba amb èxit una pistola i escapa. Torna cap a casa, on lluita contra Brautigan i l'asfixia fins a la inconsciència just quan Weller entra a casa i dispara a Dennis.
Dennis arriba al seu propi cos, només per descobrir que Brautigan ha assassinat la seva dona i el seu fill. Només la seva filla Courtney es va separar i quan el xèrif li pregunta a la noia que va fer mal a la seva mare i al seu germà, aquesta assenyala Dennis, que s'adona que no podrà convèncer ningú de la seva innocència.
- Colin Ferguson com a Dennis Mahoney
- Josie Davis com a Kathy Mahoney
- Clifton Collins, Jr. com a Brautigan
- Michael St. John Smith com el xèrif Weller
- Nicole Leduc com a Courtney

## Recepció
"Family Man" va rebre crítiques de mitjans com Slant, The A.V Club i Bloody Disgusting, l'últim dels quals va escriure que era "el primer episodi de FEAR ITSELF. que s'aproxima al tipus d'ambient que les antigues antologies de terror proporcionaven en piques." IGN va criticar l'episodi i va criticar l'escriptura i va bromejar que la pel·lícula de 1987 de Dudley Moore Tal pare, tal fill era més terrorífica.